# سبايرو 2: غضب ربتو
سبايرو 2: غضب ربتو (بالإنجليزية: Spyro 2: Ripto's Rage)‏ هي ثاني جزء من سلسلة العاب سبايرو اصدرت عام 1999 وكانت من أكثر أجزاء لعبة سبايرو نجاحاً

## شخصيات اللعبة
- سبايرو : التنين بطل اللعبة الأساسي.
- سباركس : المساعدة الرسمية لسبايرو والمرافقة الدائمه له من أول جزء على أجهزة الفيديو جيمز، لها وظيفه أساسيه في هذا الجزء وهي جعل صحة سبايرو في أحسن مايكون ولها عدة حالات فإذا كان لونها أصفر فهذا يعني ان صحتها كامله وإذا كان لونها أزرق فصحتها ثلاث أرباع وإذا كان لونها أخضر فهذا يعني ان لها نصف الصحة الكاملة وإذا كان غير موجوده فهذا يعني أن سبايرو سيموت من ضربه واحده فقط، ولها وظائف أخرى ثانويه أيضاً مثـل فتح الأبواب والصناديق الذهبية مضافاً إلى مهامها الخاصة حيث ستتحكم بسباركس بمراحل متقدمه من اللعبة.
- هنتر : شخصيه ظريفه هي الأخرى وهو عباره عن حيوان الفهد ولكن ليس كما نعرف الفهد بشراسته وقوته، سيكون المساعد الأول لسبيارو وكتفه الأيمن وبإمكانك أيضاً أن تتحكم فيه في مهام موجوده في اللعبة ويمتاز بقوسه الغريب نوعاً مـا.
- الطائر جيمس : يقوم هذا الطائر بمساعدتك في مهام مراحل السبيداوي وبإمكانه هذه المرة إطلاق الصواريخ ورمي القنايل واستخدام محركات التوربو وغيرها من المزايا المتوفره فيه، إذا تمكنت من السيطرة عليه أثناء اللعب فتأكد أن مراحل السبيداوي ستحصل على علامه كامله بها.
- البروفسور : شخصيه متواجده بشكل دائم في أجزاء سبايرو ويحب العلم والبحث عن المجهـول، يقوم بإعطاءك تحديات خاصه في اللعبة.
- دب المال السمين: دب سمين يحب المال، ستراه في كل مكان تقريباً لأنه سيصبح أهم من السابق لأن بعض الأمور لاتتم إلا بالمرور على محل دب المال السمين والذي يقوم ببيـع 15 صنـف من الأدوات والتي تساعدك على إنهاء اللعبة ولكن للأسف لن تحصل على أي شيء إلا بالجواهر.
- الجنيه زو : هذه شخصيـه أخرى متواجده عبر سلسلة سبايرو ومهمتها الأساسية في اللعبة هي التخزين التلقائي لكرت الذاكرة والتخزين الوقتي والذي عندما تموت ترجع إلى أقرب مكان مريت بجانب هذه الجنيـه اللطيفـه

## وصلات خارجية
- سبايرو 2: غضب ربتو على موقع IMDb (الإنجليزية)